# 조양초등학교 (춘천시)
조양초등학교는 대한민국 강원특별자치도 춘천시에 있는 초등학교다.

## 학교 연혁
- 1932.02.06 동산공립보통학교 설립 인가
- 1943.04.15 조양국민학교 개교
- 1982.03.01 조광국민학교 통.폐합
- 1982.03.01 조양초등학교 병설유치원 개원
- 1994.03.01 역전분교장, 화양분교장 통.폐합
- 1996.03.01 조양초등학교 교명 변경
- 1999.09.01 동산초등학교 통폐합
- 2000.03.01 특수학급 개설
- 2010.05.14 강원교육사랑 한마음대회 우수학교 수상
- 2011.10.13 강원교육(행복부문) 대상 수상
- 2012.03.01 학력향상형 자율학교 운영
- 2012.03.01 교과부요청도지정 디지털 연구(정책)학교(2/2)
- 2014.02.14 제65회 졸업식(총 졸업생 1,720명)
- 2014.03.01 농산어촌 ICT 시범학교 운영
- 2014.03.01 작은학교 희망만들기 선도학교 운영(2/2)
- 2015.03.01 제38대 채병덕 교장 부임